# Augsburger Hohes Friedensfest

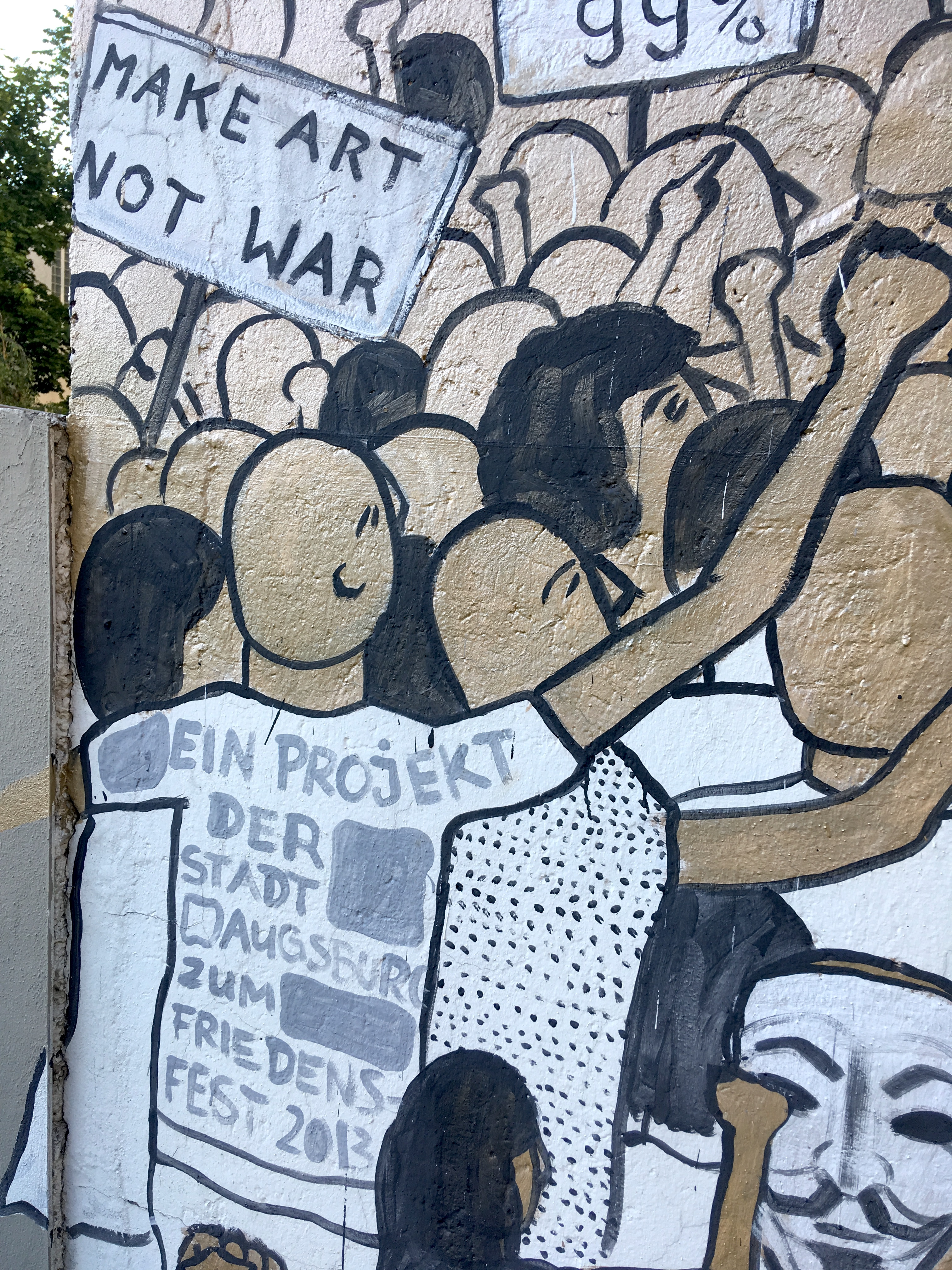
Jedes Jahr werden für das Friedensfest Wandgemälde angefertigt

Das Augsburger Hohe Friedensfest wird seit 1650 alljährlich am 8. August begangen. Ursprünglich feierten die Augsburger Protestanten damit das 1648 durch den Westfälischen Frieden eingeleitete Ende der Rekatholisierungsmaßnahmen während des Dreißigjährigen Krieges. Heute ist das Friedensfest ein auf das Augsburger Stadtgebiet beschränkter gesetzlicher Feiertag, womit Augsburg die meisten gesetzlichen Feiertage in Deutschland hat. Im Jahr 2018 wurde das Friedensfest von der deutschen UNESCO-Kommission in das bundesweite Verzeichnis des immateriellen Kulturerbes aufgenommen.

## Geschichte
Im Zuge der Reformation gewann die lutherische Confessio Augustana, proklamiert beim Reichstag im Jahr 1530, eine Mehrheit in Augsburg. Die Reichsstadt schloss sich demnach 1536 dem Schmalkaldischen Bunde an. Dessen Niederlage im Schmalkaldischen Krieg schwächte jedoch die protestantische Mehrheit, sodass Augsburg in seiner Stadtverfassung von 1548 ein paritätisches Regierungs- und Verwaltungssystem (Gleichberechtigung und exakte Ämterverteilung zwischen Katholiken und Protestanten) einführte. Innerhalb des Heiligen Römischen Reiches konnte die Stadt diese Sonderstellung 1555 mit dem Augsburger Reichs- und Religionsfrieden festigen.
Diese konfessionelle Gleichberechtigung wurde jedoch 1618 mit dem Ausbruch des Dreißigjährigen Krieges gefährdet. Tatsächlich begannen am 8. August 1629 Rekatholisierungsmaßnahmen auf der Grundlage des Restitutionsedikts von Kaiser Ferdinand II. Das bereits im März desselben Jahres verabschiedete Edikt war zunächst in der Stadt nicht umgesetzt worden, was den Kaiser zu einem härteren Durchgreifen veranlasste. Am 8. August wurde den Augsburger Protestanten die Ausübung ihres Glaubens untersagt. 1632 wurde die Stadt von den protestantischen schwedischen Truppen eingenommen und 1635 von kaiserlichen und bayerischen Truppen zurückerobert. Zum Ende des Dreißigjährigen Krieges 1648 wurde mit dem Westfälischen Frieden die Parität in Augsburg wiederhergestellt und Augsburg wurde eine paritätische Reichsstadt: Die Kirchen St. Anna und Zu den Barfüßern wurden protestantisch, St. Moritz und St. Ulrich und Afra wurden katholisch.
Zwei Jahre danach nahmen die Augsburger Protestanten den Jahrestag des kaiserlichen Eingriffs von 1629 zum Anlass, mit dem ersten Friedensfest für die Erhaltung ihres Glaubens zu danken. Schon seit 1651 entwickelte sich der Brauch, den Schulkindern zum Fest so genannte Friedensgemälde zu überreichen. Die Tradition beginnt mit gedruckten Gebeten, die mit kleinen Kupferstichen geschmückt sind, aber bald wurden daraus Bögen im Folioformat, mit einem Kupferstich in der oberen Hälfte und darunter einem Text, der in gereimter Form den Bildinhalt erläuterte, oft mit polemischer Tendenz. Überwiegend handelt es sich um Szenen aus der Bibel, daneben treten Motive aus der protestantischen Kirchengeschichte. Erhalten ist eine Folge von 138 graphischen Blättern bis zum Jahr 1789, die in dieser Form einzigartig sind.
In der Zeit des Nationalsozialismus wurden die Feiertage im Deutschen Reich 1934 vereinheitlicht, das Friedensfest wurde nicht mehr begangen. Seit 1950 ist das Augsburger „Hohe Friedensfest“ im Stadtkreis Augsburg gesetzlicher Feiertag und der einzige auf eine Gemeinde beschränkter gesetzlicher Feiertag Deutschlands.

## Das Friedensfest heute

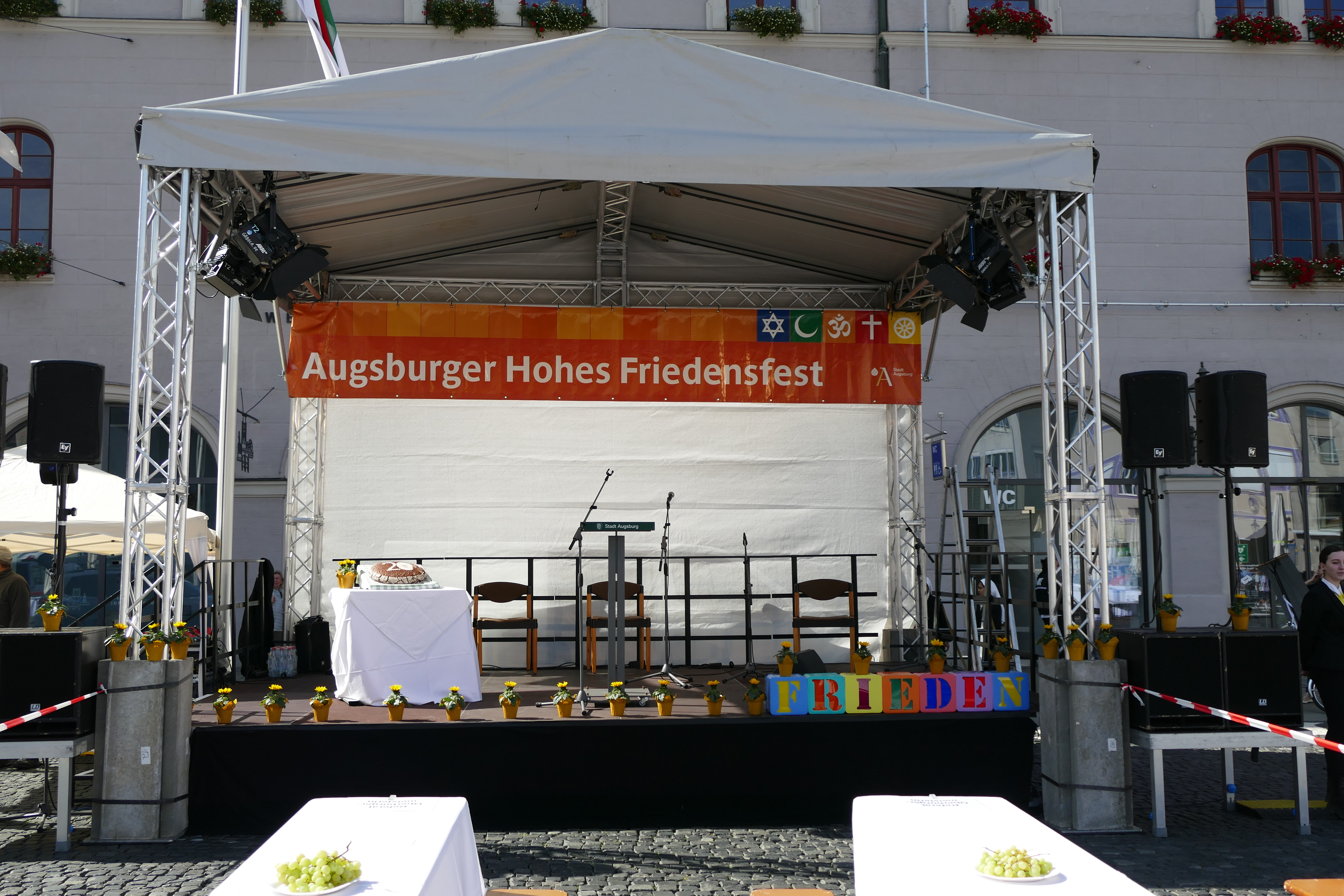
Bühne an der Friedenstafel 2023

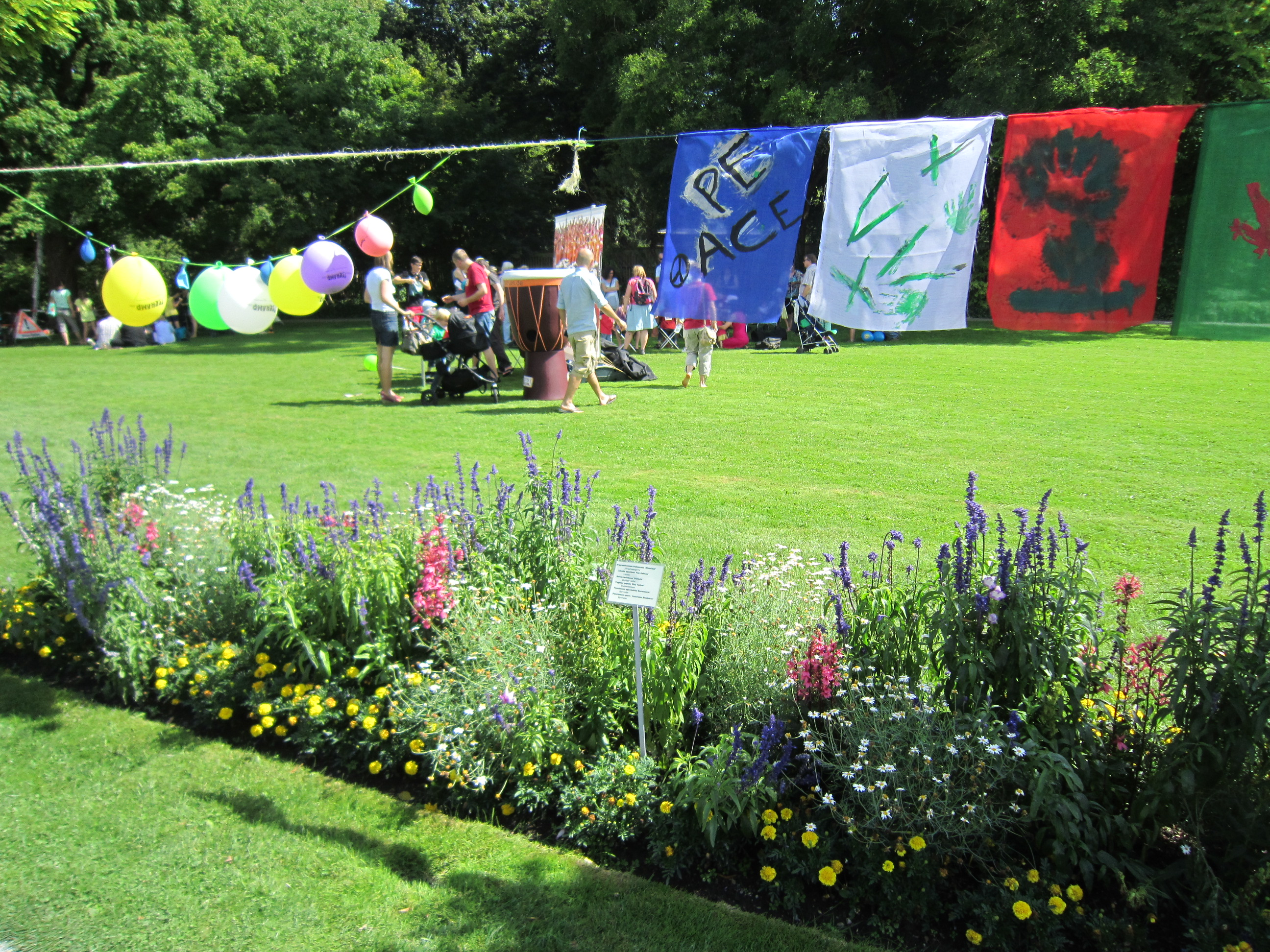
Kinder-Friedensfest im Botanischen Garten

Seit 1984 feiert auch die katholische Kirche den Friedenstag offiziell mit. Seit 1985 verleiht die Stadt Augsburg alle drei Jahre den Augsburger Friedenspreis. Der Preisträger wird jeweils am 8. August bekanntgegeben.
In den 1970er Jahren wurde die Tradition des „Friedensbildes“ wiederbelebt – eine ökumenische Jury wählt jedes Jahr ein Kinderbild zum offiziellen Friedensbild.
Themen der Friedensbilder in den letzten Jahren waren:
- 2012: Es ist gut so …
- 2013: Überall Chaos un(d)eins mit mir?
- 2014: Wo Gott zu Hause ist
- 2015: Das geht zu weit! – Das geht nicht weit genug!
- 2016: Mutig!
- 2017: Ich steh’ dazu!
- 2018: Dein Reich komme …
- 2019: Ich bin so frei! – Bin ich so frei?
- 2020: Immer wieder …
- 2021: Sorgst du dich? Um wen, um was und wie?
- 2022: Lasst uns zusammenhalten!
- 2023: Frieden ist bunt!
- 2024: Hör doch mal zu!
- 2025: Frieden riskieren!

Als in der US-Garnison Augsburg noch amerikanische Soldaten stationiert waren, fand jedes Jahr am Abend des 8. August ein Konzert deutscher und amerikanischer Militärkapellen mit abschließendem großem Feuerwerk im Rosenaustadion statt.
2005 verband Augsburg den Feiertag mit den Feiern zum 450. Jahrestag des Augsburger Reichs- und Religionsfriedens von 1555, des ersten Vertrages, der unterschiedliche Glaubensbekenntnisse gelten ließ und gleichberechtigt behandelte.

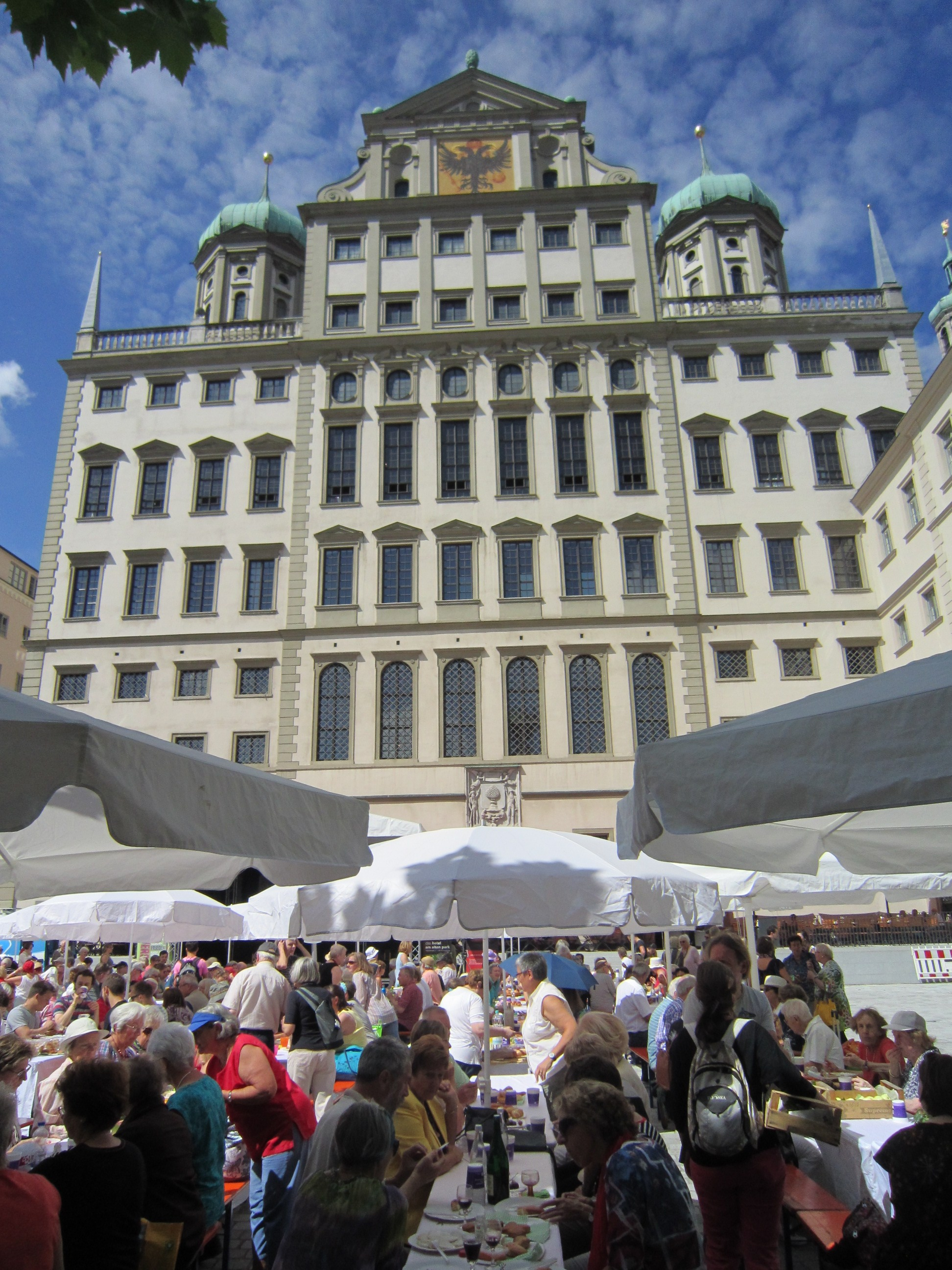
Friedenstafel beim Rathaus

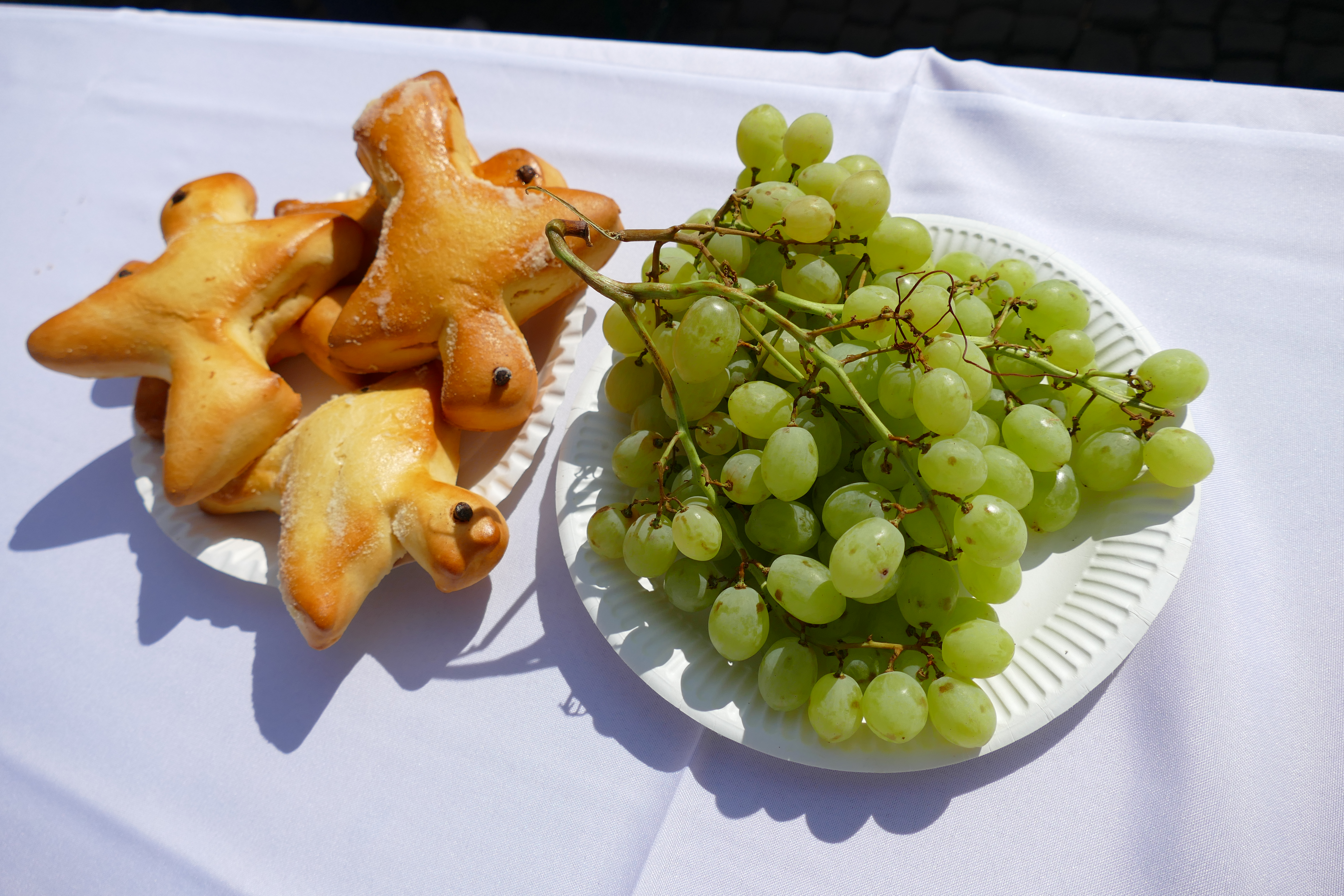
Gebackene Friedenstauben und Trauben an der Friedenstafel 2023

Seit 2005 richtet der Augsburger Runde Tisch der Religionen die mehrmonatige Veranstaltungsreihe „Pax“ aus, die sich mit Fragen des interkulturellen Zusammenlebens und des interreligiösen Dialogs beschäftigt. Alle zwei bis drei Jahre wird ein historisches Bürgerfest von Ende Juli/Anfang August bis zum Friedensfest begangen. Das eigentliche Friedensfest am 8. August bildet mit vielfältigen Veranstaltungen und Aktionen den Mittel- und Höhepunkt der Reihe.
Immer wiederkehrende Veranstaltungen sind die „Friedenstafel“ auf dem Augsburger Rathausplatz bzw. dem Elias-Holl-Platz, der ökumenische Eröffnungsgottesdienst und die Friedensbotschaften der Augsburger Religionsgemeinschaften. Im Zoo und im benachbarten Botanischen Garten findet ein „Kinderfriedensfest“ statt.

## Ausstellungen
- 2015/2016: Ein langer Weg zum Frieden. Augsburger Friedensgemälde 1650–1789. Grafisches Kabinett, Kunstsammlungen & Museen Augsburg.